# 가로림조력발전소
가로림조력발전소(加露林潮力發電所, 영어: Garorim Tidal Power Station)는 태안군 이원면과 서산시 대산읍 사이에 위치한 가로림만에서 추진되었던 조력발전소이다. 한국서부발전의 출자 회사인 가로림조력발전㈜에서 담당하였다. 환경부의 환경영향평가에서 가로림만의 환경 가치가 높게 평가되어 건설 계획이 두 차례 반려되는 등 계속 지연을 거듭하였다. 그 과정에서 해당 지역 주민들과 관련자들의 의견이 개발이냐 보존이냐로 갈려 지역 갈등의 원인이 되었다. 결국 이 사업은 2016년 7월 해양수산부가 가로림만을 해양보호구역으로 지정하면서 백지화되었다.

## 계획
충청남도 태안군 이원면과 서산시 대산읍 오지리 사이에 2.02km의 방조제를 83개월 동안 지어 바다를 막는다. 그 다음 26MW의 조력 발전기 20대를 설치하여 일 발전량 520MWh, 연발전량 95,0000MWh의 전력을 생산한다는 계획이다. 이 사업의 주체인 가로림조력발전㈜의 주요 주주는 한국서부발전(49%), 포스코건설(32.13%), 대우건설(13.77%), 롯데건설(5.10%)이다.

## 경과

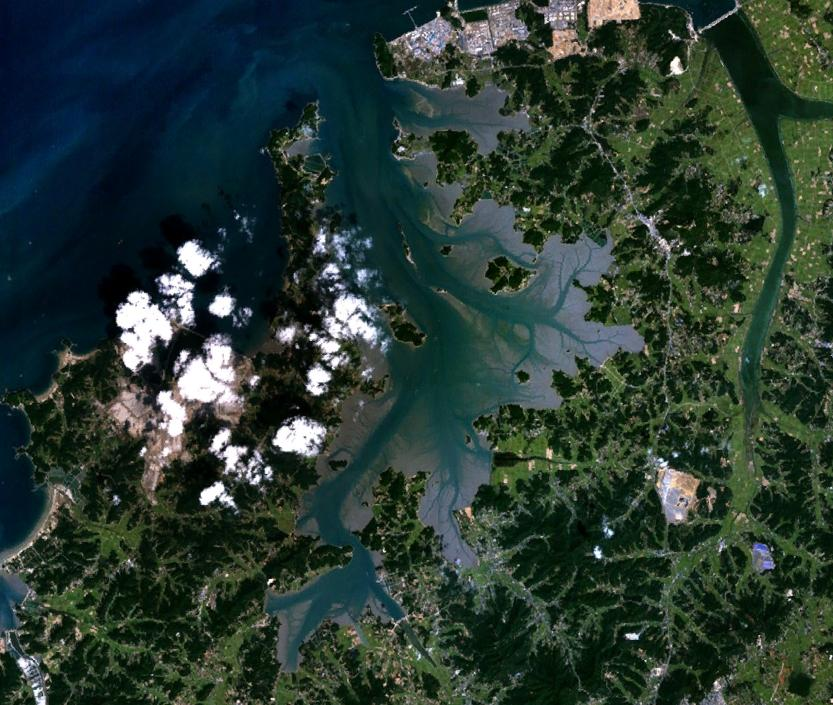
가로림만의 위성사진

1973년 박정희 대통령은 조력발전소 건설 검토를 지시한다. 이에 1980년 가로림만이 후보지로 선정되었다. 그러나 이후 논의가 이어지지 않아 이 계획은 사라진 듯했다. 이 계획이 다시 등장한 것은 2006년 3차와 2013년 6차 전력수급 기본계획에 반영되면서 부터이다. 이로써 계획이 다시 추진되었다.
2007년 포스코건설과 서부발전은 1조 원을 들여 세계최대의 조력발전소를 짓겠다는 계획을 세운다.
그러나 환경부의 환경영향평가 심사에서 두 차례 반려된다. 2011년 6월 제출한 1차 평가서는 2012년 4월 반려되었고, 2014년 2월 제출한 2차 평가서도 보완 요구로 되돌려졌다. 그러는 사이 2007년 1조22억 원대로 추산되던 공사비가 2014년 1조8000억 원대로 늘어나 버렸다. 또 기존의 기본계획 유효기간 5년이 종료를 눈앞에 두게 되었다. 이에 담당 회사는 늘어난 공사비로 난색하였다.
2014년 10월 환경부는 재보완된 2차 평가서를 갯벌침식과 퇴적변화의 예측 부족, 점박이물범의 서식지 훼손 대책 미흡 등을 이유로 반려하였다. 이어서 2014년 11월 공유수면매립 기본계획의 유효기간이 만료되었다. 이로 인해 여태까지 진행한 모든 행정 절차는 법적 효력을 잃게 되었다. 이제 사업을 재추진하려면 공유수면매립 기본계획부터 다시 재출해야 한다. 그러나 이는 관계 정부 부처의 불가 방침이 이미 내려버린 상황이다. 이로써 사업은 백지화가 되는듯 했다.
그런데 가로림조력발전㈜가 2014년 7월에 사업의 준비기간 연장을 산업통상자원부 산하 전기위원회에 신청했고, 이게 2014년 12월 승인되었다. 이는 사업 추진이 2020년 2월까지 가능하게 되었다는 의미였다. 계속 정부 부처를 설득할 시간을 번 것이다.
그러나 2016년 7월 28일 해양수산부는 점박이물범 및 멸종위기 해양생물(붉은발말똥게, 거머리말) 서식처라는 이유로 가로림만을 해양보호구역으로 지정하였다. 이로 인해 가로림만의 갯벌 보존에는 정부 예산이 지원되고, 환경 파괴가 불가피한 발전소 건설 계획은 정부를 설득의 여지가 사라져 최종 백지화되었다.

## 의견

### 찬성
가로림조력발전㈜는 발전소 건설로 인해 고용 창출 130만 명, 지방세 수입 증가분 160억 원, 관광객 유입 연간 176만 명이 있을 거라고 주장하고 있다. 이에 가로림조력발전㈜는 지속적인 모임과 설명회를 열어 발전소 건설의 긍정적 효과를 이야기 하는 한편, 지역사회 공헌활동을 펼쳐 지역 주민을 설득하였다.
2014년 9월 26일에는 하루 동안 가로림조력 유치추진위원장이 50ｍ 크레인에서 고공농성을 벌이기도 했다. 이는 정부가 사업을 진행하지 않는 것에 대한 비판의 행동이었다.

### 반대
가로림만은 충청남도 지역의 양식과 연안 어업의 중심지이다. 2007년 해양수산부의 환경가치평가 연구용역에서 가로림만은 환경가치 1위를 차지하였다. 이 환경가치평가에 따르면 해수면을 제외한 갯벌의 경제적 가치는 ha당 연간 3135만 원으로 나왔다. 이를 갯벌 전체로 따지면 경제적 가치는 연 최소 700억 원 가량이 된다. 그리고 이 곳은 대한민국의 천연기념물 제331호이자 멸종위기 야생생물 2급인 점박이물범의 서식지이기도 하다.
이러한 이유로 2014년 사업자가 보완한 환경영향평가서 검토에서 한국환경정책평가연구원과 국립환경과학원, 국립생물자원관은 모두 ‘건설 불가’또는 ‘재검토’ 의견을 환경부에 제출했다. 이 곳의 어민과 환경단체도 반대의견을 피력하고 있다.

## 영향

### 주민 갈등
가로림조력발전㈜가 설립된 2006년을 시작으로, 이 지역의 주민들은 찬반으로 의견이 나뉘었다. 이게 주민 갈등이 되었다. 2014년 사업이 좌초 방향으로 가면서 다소 줄어들었으나 앙금은 여전하였다. 주민들은 발전소 얘기만 나오면 민감한 반응을 보이는 것이다. 이에 충청남도청은 주민 갈등 해소 계획을 내놓았다. 주민 참여형 지역 발전을 위해 서산시와 태안군의 47개 마을 어촌계장과 이장들의 주민협의회를 구성하기로 한 것이다. 또 가로림만의 생태 가치를 보존하면서 추진 가능한 발전 방안을 마련하여 주민 소득을 창출하기로 한 것이다.

## 같이 보기
- 고파도항
- 새만금 방조제
- 시화호조력발전소